# Ґаць-Калиська
Ґаць-Калиська (пол. Gać Kaliska) — село в Польщі, у гміні Козьмінек Каліського повіту Великопольського воєводства.
Населення — 269 осіб (2011).
У 1975-1998 роках село належало до Каліського воєводства.

## Демографія
Демографічна структура станом на 31 березня 2011 року:
|          | Загалом | Допрацездатний вік | Працездатний вік | Постпрацездатний вік |
| -------- | ------- | ------------------ | ---------------- | -------------------- |
| Чоловіки | 124     | 22                 | 89               | 13                   |
| Жінки    | 145     | 24                 | 92               | 29                   |
| Разом    | 269     | 46                 | 181              | 42                   |